# (38187) 1999 KH7
1999 KH7 (asteroide 38187) é um asteroide da cintura principal. Possui uma excentricidade de 0.11954320 e uma inclinação de 6.90002º.
Este asteroide foi descoberto no dia 17 de maio de 1999 por LINEAR em Socorro.